# 관계 (수학)
수학에서, 관계(關係, 영어: relation)는 유한 개의 원소에 대하여 정의되는 성질을 나타내는 개념이다. 구체적으로, {\displaystyle n}항 관계는 {\displaystyle n}개 집합의 곱집합의 부분 집합이며, {\displaystyle n}개의 원소의 튜플이 {\displaystyle n}항 관계에 속하는지 여부는 {\displaystyle n}개 원소 사이에 이 관계가 성립하는지를 나타낸다.

## 정의

### (유한항) 관계
음이 아닌 정수 {\displaystyle n}이 주어졌다고 하자. 집합 {\displaystyle X} 위의 {\displaystyle n}항 관계(영어: {\displaystyle n}-ary relation)는 {\displaystyle X}의 {\displaystyle n}번 곱집합
{\displaystyle X^{\times n}=\underbrace {X\times \cdots X} _{n}=\{(x_{1},\dots ,x_{n})|x_{1},\dots ,x_{n}\in X\}}
의 부분 집합
{\displaystyle R\subseteq X^{\times n}}
이다.:10 만약 {\displaystyle (x_{1},\dots ,x_{n})\in R}라면, {\displaystyle x_{1},\dots ,x_{n}}에 대하여 관계 {\displaystyle R}가 성립한다고 한다. 표기 {\displaystyle R(x_{1},\dots ,x_{n})}은 {\displaystyle (x_{1},\dots ,x_{n})\in R}를 뜻한다.
보다 일반적으로, {\displaystyle n}개의 집합 {\displaystyle X_{1},\dots ,X_{n}} 사이의 ({\displaystyle n}항) 관계는 곱집합의 부분 집합
{\displaystyle R\subseteq X_{1}\times \cdots \times X_{n}}
이다.
작은 항수의 경우는 다음과 같다.
- {\displaystyle X} 위의 영항 관계(零項關係, 영어: nullary relation) {\displaystyle R\subseteq X^{\times 0}}. {\displaystyle X^{\times 0}}은 한원소 집합이므로, {\displaystyle R}는 공집합이거나 한원소 집합이다.
- {\displaystyle X} 위의 단항 관계(單項關係, 영어: unary relation) {\displaystyle R\subseteq X}는 단순히 {\displaystyle X}의 부분 집합이다.
- {\displaystyle X} 위의 이항 관계(二項關係, 영어: binary relation) {\displaystyle R\subseteq X\times X}. 이 경우, 표기 {\displaystyle xRy}는 {\displaystyle (x,y)\in R}를 뜻한다.
- {\displaystyle X} 위의 삼항 관계(三項關係, 영어: ternary relation) {\displaystyle R\subseteq X\times X\times X}

### 무한항 관계
기수 {\displaystyle \kappa }가 주어졌다고 하자. 집합 {\displaystyle X} 위의 {\displaystyle \kappa }항 관계는 {\displaystyle X}의 {\displaystyle \kappa }번 곱집합
{\displaystyle X^{\times \kappa }=\prod _{\alpha <\kappa }X=\{(x_{\alpha })_{\alpha <\kappa }|x_{\alpha }\in X\forall \alpha <\kappa \}}
의 부분 집합
{\displaystyle R\subseteq X^{\times \kappa }}
이다.
보다 일반적으로, 임의의 집합 {\displaystyle I}가 주어졌을 때, 집합족 {\displaystyle \{X_{i}\}_{i\in I}} 위의 ({\displaystyle |I|}항) 관계는 {\displaystyle \{X_{i}\}_{i\in I}}의 곱집합
{\displaystyle \prod _{i\in I}X_{i}=\{(x_{i})_{i\in I}|x_{i}\in X_{i}\forall i\in I\}}
의 부분 집합
{\displaystyle R\subseteq \prod _{i\in I}X_{i}}
이다.

## 예
이항 관계는 관계의 가장 중요한 종류이다. 이항 관계의 중요한 종류들은 다음과 같다.
- 함수
- 동치 관계
- 원순서·부분 순서·전순서
- 그래프 구조

유클리드 기하학에서, 세 점 {\displaystyle (A,B,C)}에 대하여 다음과 같은 삼항 관계들을 정의할 수 있다.
- 점 {\displaystyle B}는 점 {\displaystyle A}와 점 {\displaystyle C} 사이에 있다.
- 세 점은 한 직선 위에 있다.
- 세 점은 한 직선 위에 있지 않으며, 또한 세 점을 지나는 유일한 원 위에서 차례로 {\displaystyle A}, {\displaystyle B}, {\displaystyle C}를 지나며 도는 방향은 시계 반대 방향이다.

## 참고 문헌
1. ↑  Jech, Thomas (2003). 《Set theory》. Springer Monographs in Mathematics (영어) 3판. Berlin: Springer. doi:10.1007/3-540-44761-X. ISBN 978-3-540-44085-7. ISSN 1439-7382. MR 1940513. Zbl 1007.03002. IA settheory0000jech_f7i4.

## 같이 보기
- 결합 구조
- 초그래프
- 이진 행렬
- 반사관계
- 관계대수
- 관계형 모델